# Дунда Олег Андрійович
Олег Дунда (нар. 6 березня 1980, Дніпропетровськ, УРСР) — український підприємець. Народний депутат України IX скл. від партії Слуга народу.

## Життєпис
Народився 6 березня 1980 року в м. Дніпропетровськ (зараз Дніпро) в Україні.
В 1999 році закінчив Дніпропетровський технікум зварювання та електроніки (програміст-системотехнік). Дипломна робота (практична) — створення програмного забезпечення з розрахунку надійності електронних приладів.
В 2001 році закінчив Державний інститут підвищення кваліфікації та перепідготовки керівних кадрів і спеціалістів металургійного комплексу (м. Дніпро) за спеціальністю «Фінанси». Дипломна робота — розробка фінансових інструментів з управління безнадійними кредитами комерційного банку.
Кандидат у народні депутати від партії «Слуга народу» на парламентських виборах у 2019 році (виборчий округ № 91, м. Фастів, Макарівський, Фастівський райони, частина Києво-Святошинського, частина Сквирського районів).
На час виборів: директор ТОВ «А. В. С.», безпартійний.

## Законотворча діяльність
Співголова об'єднання «За деколонізацію Росії», член Комітету з питань організації державної влади, місцевого самоврядування, регіонального розвитку та містобудування, голова підкомітету з питань будівництва та проєктування. Автор законопроєктів «Про внесення змін до деяких законів України щодо правового забезпечення наявності іноземного громадянства (підданства) у громадян України», «Про Державний інформаційний концерн телебачення і радіомовлення». Автор законопроекту про відповідальність за пропаганду «російського світу».
Ініціатором звернення до голови ВРУ про позбавлення мандатів депутатів від «ОПЗЖ» № 7694 та законопроекту № 7476 про позбавлення мандатів у місцевих радах партій «ОПЗЖ», «Партія Шарія», «Наші» та інших проросійських.
Співавтор законопроєкту про заборону балотуватись до парламенту та рад усіх рівнів депутатам заборонених проросійських партій.
Є членом міжпарламентських груп дружби з Францією, країнами Балтії, Чехією, Люксембургом.
22 липня 2025 року голосував за закон України 12414 який був ухвалений з порушенням Регламенту Верховної Ради України та підпорядкував НАБУ та САП Генеральному прокурору і викликав масові протести.

## Публічна діяльність
Спікером міжнародних форумів, зокрема:
- Berlin Security Conference;

- Форум Свободной России (Антивоєнної Конференції) у Вільнюсі;

- Форум Вільних Держав Постросії;

- Економічний форум у Карпачі;

- Європейський Конгрес Місцевого Самоуправління в Миколайках;

- World for Ukraine Summit;

- Three Seas Summit and Business Forum;

- Парламентський розвідувально-безпековий форум, Вашингтон (Parliamentary Intelligence-Security Forum);

- Ludwig Erhard Gipfel Tegernsee summit.

Бере участь у заходах Atlantic Council та Jamestown Foundation. Відстоює необхідність розвалу РФ як останньої великої колоніальної імперії. Автор публікацій в ЗМІ: The Hill, New York Post, New Eastern Europe, KyivPost, Libertatea, Atlantic Council, The Gaze, Українська правда, Главком, 24 канал, Дзеркало Тижня.